# 생방송 연금복권 720+
《생방송 연금복권 720+》는 MBC TV에서 매주 목요일 저녁 7시 5분에 방송되는 추첨 프로그램이다. 진행자는 김태균, 이지애이다.

## 역대 진행자
- 1기: 김나진, 차예린 2020년 5월 7일~ 2020년 12월 31일
- 2기: 김정근, 이지애 2021년 1월 7일~2024년 6월 27일
- 3기: 김태균, 이지애 2024년 7월 4일~현재

## 발행과 추첨
1등 당첨금이 700만원으로 연금방식으로 매주 1조~5조, 000000~999999까지 90만장씩 총 630만장을 발행한 후 추첨은 매주 목요일 저녁 7시 5분 MBC에서 생방송으로 진행한다.
당첨구조는 다음과 같다. 중복되는 당첨금은 모두 받을 수 있다. 예를 들어 1등이 1조 234567이고 6등이 67, 7등이 7이면 1등, 6등, 7등 모두 받을 수 있다. 지급기한은 추첨일 다음날로부터 1년이다.
| 등위   | 당첨금            | 일치조건                                                | 장수    | 총당첨금          | 당첨확률    | 비고                     |
| ------ | ----------------- | ------------------------------------------------------- | ------- | ----------------- | ----------- | ------------------------ |
| 1      | 월 700만원 X 20년 | 1등 추첨번호와 연속 7자리 모두 일치 시                  | 2       | 월 700만원 X 20년 | 1/5,000,000 |                          |
| 2      | 1.2억원           | 1등 추첨번호와 오른쪽 끝부터 연속 6자리 모두 일치 시    | 8       | 1.2억원           | 1/1,250,000 |                          |
| 3      | 1백만원           | 1등 추첨번호와 오른쪽 끝부터 연속 5자리 모두 일치 시    | 90      | 1백만원           | 1/111,111   |                          |
| 4      | 1십만원           | 1등 추첨번호와 오른쪽 끝부터 연속 4자리 모두 일치 시    | 900     | 1십만원           | 1/11,111    |                          |
| 5      | 5만원             | 1등 추첨번호와 오른쪽 끝부터 연속 3자리 모두 일치 시    | 9,000   | 5만원             | 1/1,111     | 1회(2020.05.07)부터 적용 |
| 6      | 5천원             | 1등 추첨번호와 오른쪽 끝부터 연속 2자리 모두 일치 시    | 90,000  | 5천원             | 1/111       |                          |
| 7      | 1천원             | 1등 추첨번호와 오른쪽 끝부터 연속 1자리 일치 시         | 900,000 | 1천원             | 1/10        |                          |
| 보너스 | 월 100만원 X 10년 | 보너스 등위 추첨번호와 오른쪽 끝부터 연속 6자리 일치 시 | 10      | 월 100만원 X 10년 | 1/1,000,000 |                          |

### 방송사 방영
| 방송사       | 회차        | 방송 기간                       | 비고 |
| ------------ | ----------- | ------------------------------- | ---- |
| YTN          | 1회~26회    | 2011년 7월 6일~2011년 12월 28일 |      |
| MBN          | 27회~74회   | 2012년 1월 4일~2012년 11월 28일 |      |
| JTBC         | 75회~239회  | 2012년 12월 5일~2016년 1월 27일 |      |
| SBS 플러스   | 240회~387회 | 2016년 2월 3일~2018년 11월 28일 |      |
| MBC 드라마넷 | 388회~461회 | 2018년 12월 5일~2020년 4월 29일 |      |
| MBC          | 1회~        | 2020년 5월 7일~                 |      |

- 다른 복권과의 차이점은 1등 당첨금을 한번에 지급하지 않고 월 700만원씩 20년에 걸쳐 지급한다는 점이다.
- 참고로 5등 당첨금은 65회차까지는 천단위부터 일단위까지 네자리 숫자가 일치해야 하며 당첨자수 630명, 당첨확률 1만분의1, 당첨금 20만원이었다.
- 1등 당첨번호가 100000이면 2등은 같은 조의 999999,100001이 되며, 1등 당첨번호가 999999이면 2등은 같은 조의 999998,100000이 된다.
- TV 중계는 행복드림 로또 6/45와 달리 MBC 일일연속극 7시 시간대 아래에 두는 원칙을 가지고 있다.

## 결방

### 2024년
- 12월 12일: 윤석열 대통령 탄핵관련 KBS뉴스특보로 인한 결방